# Brooklyn Army Terminal
La Brooklyn Army Terminal (BAT) es un gran complejo de almacenes en Sunset Park, Brooklyn, Nueva York. El sitio ocupa más de 38,4 ha entre las calles 58 y 63 al oeste de la Segunda Avenida, en la costa occidental de Brooklyn. El complejo se usó originalmente como una Terminal de Suministros del Ejército de Estados Unidos llamada Brooklyn Army Base o Brooklyn Army Supply Base. En la actualidad se utiliza para fines comerciales e industriales ligeros, y también sirve una parada del NYC Ferry.
La Brooklyn Army Terminal fue diseñada por Cass Gilbert. Está compuesta por dos almacenes, tres muelles, varios edificios administrativos más pequeños y apartaderos ferroviarios de carga. Cuando se construyeron, los almacenes se encontraban entre las estructuras de hormigón más grandes del mundo. La Brooklyn Army Terminal colinda con la antigua Terminal Bush, que fue utilizada por la Armada de Estados Unidos.
La construcción de la Brooklyn Army Terminal se aprobó originalmente en 1918, durante la Primera Guerra Mundial, y se completó un año después. Posteriormente, fue alquilada y utilizada para diversos fines, incluso como muelle, prisión militar y espacio de almacenamiento de drogas y alcohol durante la Prohibición. Durante la Segunda Guerra Mundial, fue la base de suministro militar más grande de Estados Unidos. El Ejército dejó de usar la en 1967, y fue utilizada brevemente por el Servicio Postal y la Marina. El gobierno de la ciudad de Nueva York la compró en 1981 y fue incluida en el Registro Nacional de Lugares Históricos en 1983. Desde entonces, ha sido objeto de renovaciones para adecuarla a un uso comercial e industrial ligero.

## Descripción
La Brooklyn Army Terminal cubre aproximadamente 39 ha. Incluye dos almacenes de 8 pisos, tres muelles de 2 pisos, varios edificios auxiliares y un patio de almacenamiento de trenes con capacidad para 2200 vagones.
Los almacenes A y B están ubicados al oeste de la Segunda Avenida entre las calles 59 y 65, y el almacén A está ubicado al oeste del almacén B. almacén A tenía una superficie de 61 por 298 m, mientras que el almacén B medía 93 por 298 m. Los lados de 980 pies de largo de cada estructura se encuentran entre la calle 58 en el norte y la calle 63 en el sur. El almacén B era el edificio más grande del mundo por superficie cuando se completó. El almacén B tiene un atrio central con dos vías de ferrocarril, ambas en desuso y cubiertas de maleza, y hay dos viejos vagones de tren estacionados permanentemente en la vía occidental del atrio. Los balcones de carga en el atrio del almacén B están escalonados en diagonal, y una 4,5 t movió la carga entre los balcones.
Tres vías de ferrocarril atravesaban el espacio entre los almacenes. Un edificio administrativo de 8 pisos que mide 18 por 79 m estaba ubicado al norte del almacén A. Los almacenes y muelles estaban conectados entre sí por pasarelas en los terceros pisos de cada edificio. Una pasarela también separa el antiguo edificio de administración de los dos almacenes. También había una central de generación eléctrica, una sala de calderas y una sala de cenizas. Cada uno de los muelles medía 396 m de largo y 40 m de ancho. Los muelles tenían dos pisos. calle 58, en el lado norte de la Brooklyn Army Terminal, separa la Terminal del Ejército de la Terminal Bush, que tiene almacenes que antes utilizaba la Armada.
Las vías del tren conectadas a cuatro carros flotantes y un gran patio ferroviario a lo largo de la costa occidental de Bay Ridge, al sur de Brooklyn Army Terminal. Las vías también enlazan con la rama Bay Ridge de Long Island Rail Road y luego con el New York Connecting Railroad, que proporciona una conexión ferroviaria con el resto de Estados Unidos continentales. La Brooklyn Army Terminal tenía más de 21 km de pistas en su apogeo. Aunque gran parte de la vía fue abandonada en la década de 1970, incluidos los patios de carga al sur de la terminal, en 1973 se estableció una conexión de vía directa desde la Brooklyn Army Terminal hasta la sucursal de Bay Ridge. Algunas de las vías todavía son utilizadas por New York New Jersey Rail (anteriormente New York Cross Harbor Railroad) para transportar mercancías a lo largo de la costa de Sunset Park. Al norte, las vías conectaban con Bush Terminal.
Los edificios A y B son operados por el gobierno de la ciudad de Nueva York como un espacio de fabricación ligera. El antiguo edificio de la administración se transformó en un complejo de fabricación de alimentos en 2017.

## Historia

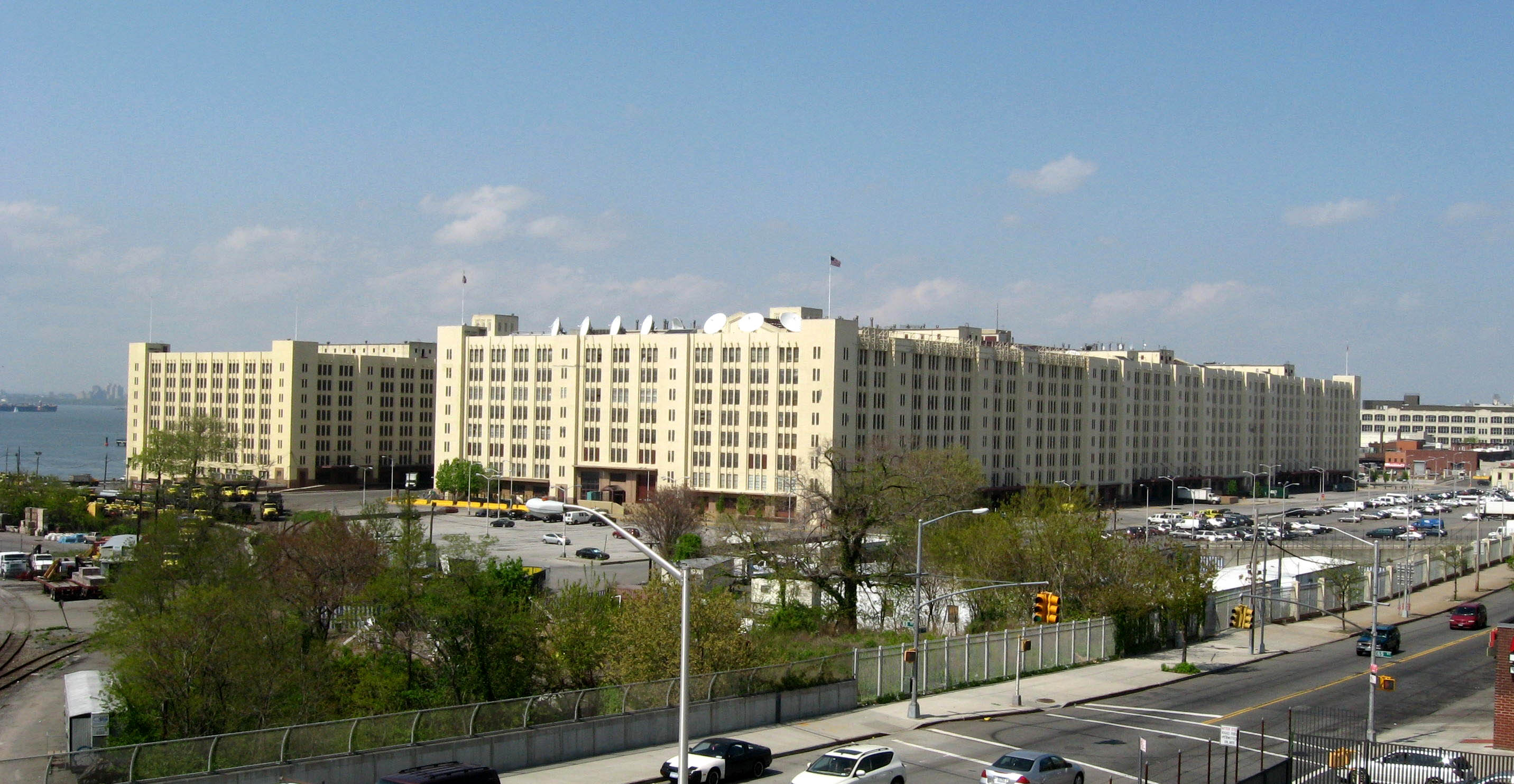
Visto desde la rampa de la autopista Gowanus

El complejo también se conocía como la U.S. Army Military Ocean Terminal y la Brooklyn Army Base (Terminal Oceánica Militar del Ejército de Estados Unidos y Base del Ejército de Brooklyn), y se construyó como parte del Puerto de Embarque de Nueva York. La Brooklyn Army Base fue una de las seis terminales del Ejército de los Estados Unidos cuya construcción fue aprobada por el Congreso de Estados Unidos el 6 de mayo de 1918 para dar cabida a la actividad del Ejército durante la Primera Guerra Mundial.
La base fue diseñada por Cass Gilbert, aunque Irving T. Bush, que operaba la terminal Bush adyacente al norte, también colaboró en el diseño del complejo. La construcción comenzó el 15 de mayo de 1918. La ciudad destinó 40 millones de dólares para la finalización del complejo. Seis mil trabajadores, empleados por Turner Construction, participaron en la obra. El alcance de la construcción era tan grande que se agregó un tren adicional a los horarios del metro para transportar a los trabajadores desde Manhattan a la futura Base del Ejército. Varios contratistas más pequeños también ayudaron a construir el complejo.
Para ahorrar dinero y reducir el uso de acero, las estructuras se construyeron con hormigón armado vertido in situ utilizando encofrados de madera. Los pisos de concreto fueron diseñados para soportar cargas de 240 kg/m². El proceso de construcción utilizó 2 100 000 m de madera. La Brooklyn Army Terminal era el complejo de edificios de hormigón más grande del mundo en el momento de su construcción. Al final, el gobierno gastó 32 millones de dólares en la construcción.

### Uso militar
La base del ejército de Brooklyn se completó en septiembre de 1919. Esta podía acomodar 1400 t de carga saliente por hora, así como 453 000 t de almacenamiento de mercancías. Como la Primera Guerra Mundial ya había terminado, esta capacidad completa no se utilizó durante algún tiempo. Sin embargo, la Brooklyn Army Base también fue diseñada para uso industrial ligero para que pudiera usarse como una instalación civil después de que terminara la guerra. Como tal, en 1920, el gobierno federal comenzó a anunciar contratos de arrendamiento de cinco años para partes de la base. El complejo tenía un total combinado de 435 000 m² destinado al almacenamiento, que podría soportar cargas de hasta 410 000 t. Al año siguiente, una ley aprobada por el Congreso le dio a la Junta de Envíos de Estados Unidos acceso a todos los muelles que el Ejército no estaba usando. En 1923, el gobierno federal pagó 2.4 millones de dólares a la propiedad de William C. Langley, cuyo terreno entre las calles 61 y 63 había sido confiscado cinco años antes para dar paso a la Brooklyn Army Base. El mismo año, la Junta de Envíos comenzó a arrendar los muelles 3 y 4 a inquilinos comerciales privados. Atlantic Tidewater Terminal firmó dos contratos de arrendamiento de 5 años para los pisos superiores de los almacenes, usándolos para almacenamiento. Bajo este arreglo, los transatlánticos pudieron atracar en los muelles de la Brooklyn Army Base.
A partir de 1920, durante la Prohibición, se utilizaron dos bóvedas en el tercer y sexto pisos del almacén A para almacenar bebidas alcohólicas ilícitas, así como narcóticos. El Ejército instaló un incinerador en 1926 para destruir las bebidas confiscadas. En 1929, después de una serie de robos, el Ejército construyó una bóveda fuertemente fortificada en el séptimo piso del almacén A. Descrita por el Brooklyn Daily Eagle como la "bóveda más grande construida para el almacenamiento de drogas peligrosas", la habitación medía varios centenares de pies en cada dirección. El Ejército también tenía un laboratorio donde pudo probar la composición química del alcohol apropiado. Las bebidas consideradas aptas para uso medicinal futuro se conservaron y el resto se vertió en el puerto de Nueva York. El laboratorio se cerró en 1933 después del final de la Prohibición.
Un cuartel experimental para miembros del servicio transitorios se abrió en la Brooklyn Army Terminal en 1928. El cuartel tenía capacidad para 500 residentes y estaba diseñado para miembros del servicio que estaban de licencia o estaban esperando ser dados de alta o transferidos. Para el próximo año, los líderes cívicos sugirieron que la Autoridad Portuaria de Nueva York y Nueva Jersey se hiciera cargo de las operaciones de los muelles en la Brooklyn Army Base. Sin embargo, el comandante de la base negó todos los rumores de que la base sería abandonada o vendida.

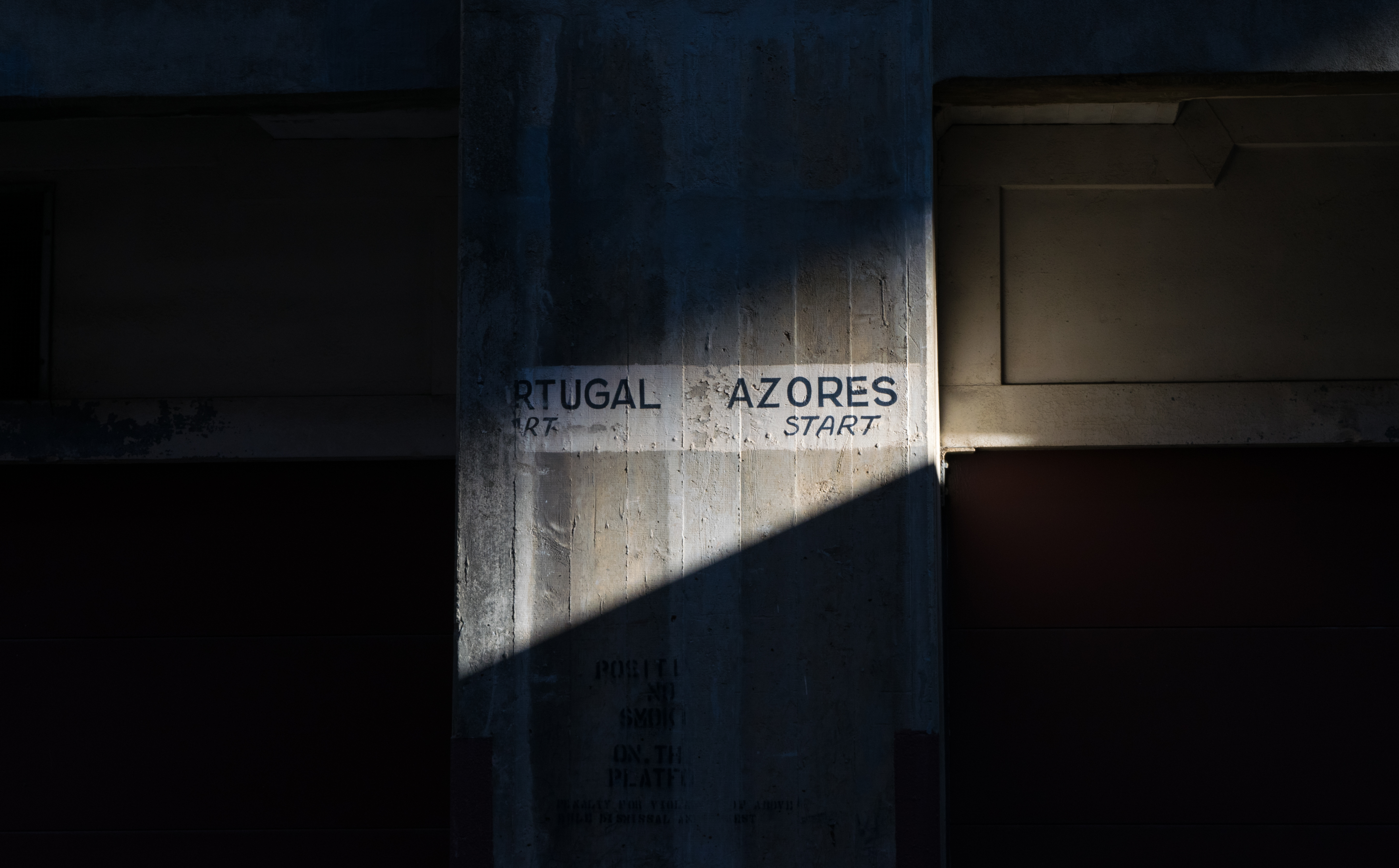
La terminal fue una base para el envío a muchas regiones durante la Segunda Guerra Mundial, incluido Portugal continental y las Azores.

En marzo de 1930, los funcionarios anunciaron que construirían una prisión militar con capacidad para 125 prisioneros en la Base del Ejército de Brooklyn. La prisión, que sería una de las tres cárceles del ejército en Estados Unidos, albergaría desertores y militares condenados por delitos graves. Los miembros de la comunidad se opusieron al proyecto, afirmando que no había habido consulta previa con la comunidad. A pesar de las protestas, el gobierno decidió seguir adelante con los planes para la prisión.
La Brooklyn Army Terminal fue la base de suministro militar más grande de Estados Unidos durante la Segunda Guerra Mundial. El complejo tenía su propia línea de ferrocarril, así como departamentos de policía y bomberos dedicados. Según artículos de noticias contemporáneos, la Base del Ejército de Brooklyn vio 39 millones de t de carga y fue el punto de partida de 3,5 millones de soldados durante la Segunda Guerra Mundial, aunque el Ejército de Brooklyn El sitio web de la Terminal indica que la Base del Ejército de Brooklyn manejó 33 millones de t de carga y 3.2 millones de soldados. La terminal empleó a 20.000 trabajadores y sirvió como sede del puerto de embarque de Nueva York. A mediados de 1941, el ejército de Estados Unidos trasladó a algunos trabajadores civiles a más de 46 000 m² en Bush Terminal, distribuidos en tres edificios a lo largo de First Avenue, porque no había más espacio en Brooklyn Army Terminal.
Un riguroso programa de seguridad, promulgado después de la guerra, resultó en una disminución del 85% en los accidentes industriales en la Brooklyn Army Terminal. La base se encontraba entre los puertos de embarque más seguros de Estados Unidos, con un promedio de 0,194 accidentes en operaciones de transporte marítimo por cada 1.000.000 de horas hombre; en 1947, el puerto tuvo solo tres incidentes en dos años. Después de la Segunda Guerra Mundial, la Base del Ejército de Brooklyn recibió los cuerpos de varios miles de soldados que habían muerto mientras luchaban en la guerra. El primer barco que transportaba víctimas estadounidenses de la Segunda Guerra Mundial de regreso a Estados Unidos llegó a San Francisco en octubre de 1947, tras lo cual los cuerpos fueron transportados a través del país a la Base del Ejército de Brooklyn. Un barco que transportaba 4212 cuerpos de soldados viajó directamente a la Brooklyn Army Terminal el mes siguiente. En julio de 1948, la base estaba recibiendo 18.500 cuerpos de soldados en un lapso de dos semanas.
En los años posteriores al final de la Segunda Guerra Mundial, la Base del Ejército de Brooklyn fue el puerto de llegada o salida de 200.000 soldados al año. Según la costumbre, la Banda del Ejército 328 tocaría cada vez que las tropas llegaran o salieran de la base. A finales de la década de 1950, la base recibió a refugiados de la Revolución húngara, así como a víctimas de un accidente de 1956 entre el SS Andrea Doria y el MS Stockholm. En 1958, el soldado Elvis Presley zarpó de la base del ejército de Brooklyn a Alemania junto con otros 1170 soldados de la 3.ª División Blindada. Para 1963, la Brooklyn Army Terminal empleaba a 1800 civiles y más de 200 militares, y otras 1600 personas vivían en la terminal. En ese momento, la terminal recibió 4100 t de carga todos los días de las operaciones de camiones, y otras 2 200 t diariamente de las operaciones ferroviarias.

### Cierre de base militar

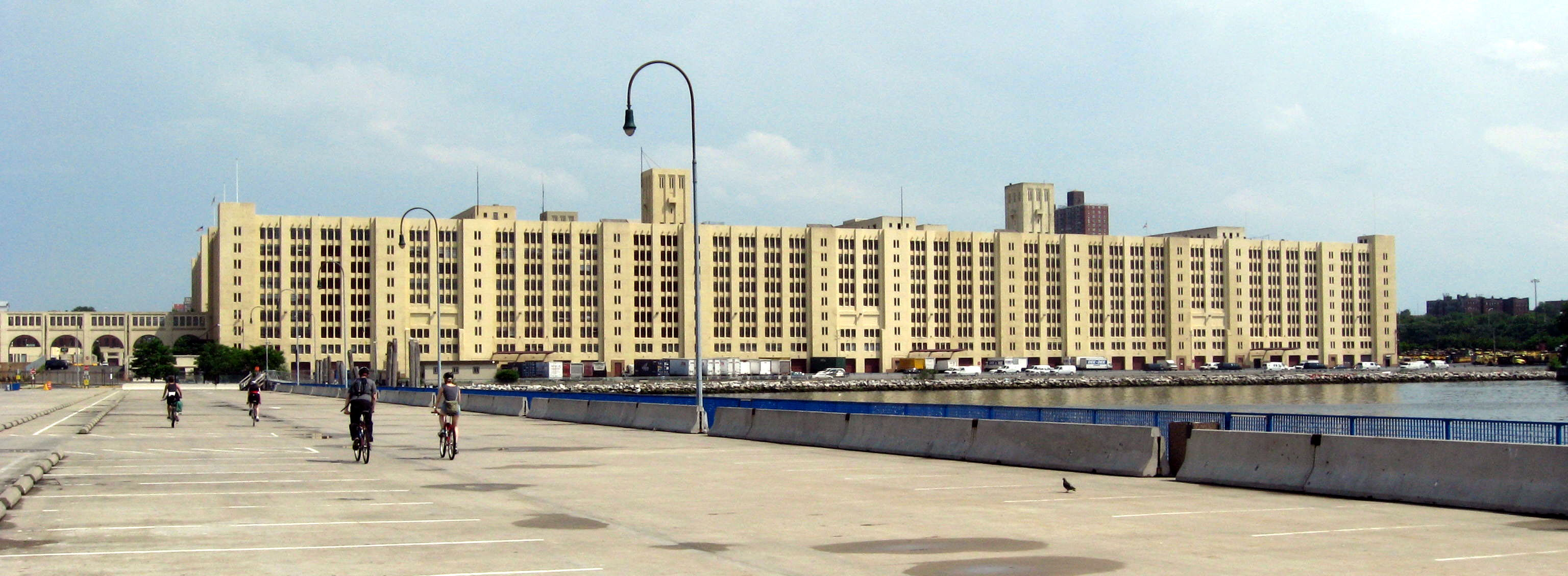
Visto desde la costa de la Bahía de Nueva York

El Departamento de Defensa de Estados Unidos anunció en mayo de 1964 que estaba considerando cerrar la Base del Ejército de Brooklyn, así como Fort Jay y el Navy Yard de Brooklyn, como parte de un esfuerzo por reducir el tamaño de las instalaciones militares innecesarias y ahorrar dinero. Inmediatamente después del anuncio, los funcionarios locales y los líderes sindicales comenzaron a abogar por salvar la base militar del cierre. A pesar de los esfuerzos de promoción para salvar la base del cierre, el secretario de Defensa, Robert McNamara, anunció en noviembre de 1964 que la Brooklyn Army Terminal sería una de las casi cien bases militares que se cerrarían. Solo se desmantelaría la función militar, y el 90 por ciento de los trabajadores civiles en la Brooklyn Army Terminal conservarían sus trabajos después del cierre. En 1965, se confirmó que la Brooklyn Army Terminal cerraría su uso militar el 1 de enero de 1967. Las actividades del Puerto de Embarque se trasladarían a la Terminal Oceánica Militar en Bayonne. Algunas de las actividades restantes se trasladarían al cercano Edificio de Oficinas Federales en la calle 29 y la Tercera Avenida en Gowanus.
Los funcionarios llevaron a cabo una ceremonia de desmantelamiento el 9 de diciembre de 1966. Inmediatamente después, el gobierno de la ciudad de Nueva York anunció que adquiriría la terminal para la remodelación marítima. La ciudad planeaba trasladar su zona de comercio exterior de Staten Island a la Brooklyn Army Terminal, donde habría más espacio para las operaciones de la zona de comercio exterior. Además, el senador estadounidense Jacob Javits y el Comité de Desarrollo de la Brooklyn Army Terminal discutieron los posibles usos de la Brooklyn Army Terminal, incluso para el Departamento de Correos o para el Departamento de Defensa. Surgió una disputa entre los dueños de negocios locales, que querían una gran oficina de correos en la terminal, y la ciudad. En junio de 1969, se anunció que el gobierno de Estados Unidos arrendaría un 8,1 ha tramo de la base a la ciudad durante dos años. Posteriormente, la ciudad continuó alquilando parte de la base y, a su vez, subarrendó el espacio a empresas privadas.
Después de que un incendio destruyera la Instalación de Correo General de Morgan en Manhattan en diciembre de 1967, algunas de las operaciones de la Instalación de Morgan se trasladaron temporalmente a la Brooklyn Army Terminal recientemente desocupada. Pronto, la instalación de la Brooklyn Army Terminal manejaba 18.000 bolsas de correo internacional todos los días. La instalación empleaba a cuatro mil trabajadores, el 75% de los cuales vivían en Brooklyn. Originalmente se planeó una instalación permanente para reemplazar la operación de la Brooklyn Army Terminal en Murray Hill, Manhattan, pero en 1970 la instalación planeada se trasladó a Jersey City, Nueva Jersey. En diciembre de 1970, el gobierno anunció que iba a cerrar la oficina de correos en la Brooklyn Army Terminal.
Las operaciones de envío en la Brooklyn Army Terminal se reanudaron en 1970. Ese mismo año, el gobierno federal propuso silenciosamente la construcción de un centro de detención federal en la terminal para reemplazar un centro abarrotado en Manhattan. La Marina se mudó a la terminal en 1972 y la renombró como Terminal Oceánica Militar. La antigua Base del Ejército de Brooklyn ahora servía como sede del Comando de Transporte Marítimo Militar (MSC) Atlantic. Las actividades navieras del ejército se trasladaron permanentemente a Bayona a partir de 1974, lo que le permitió al gobierno federal ahorrar 2 millones de dólares al año. El ejército estadounidense había desocupado completamente el espacio en octubre de 1975.

### Venta de la terminal a la ciudad

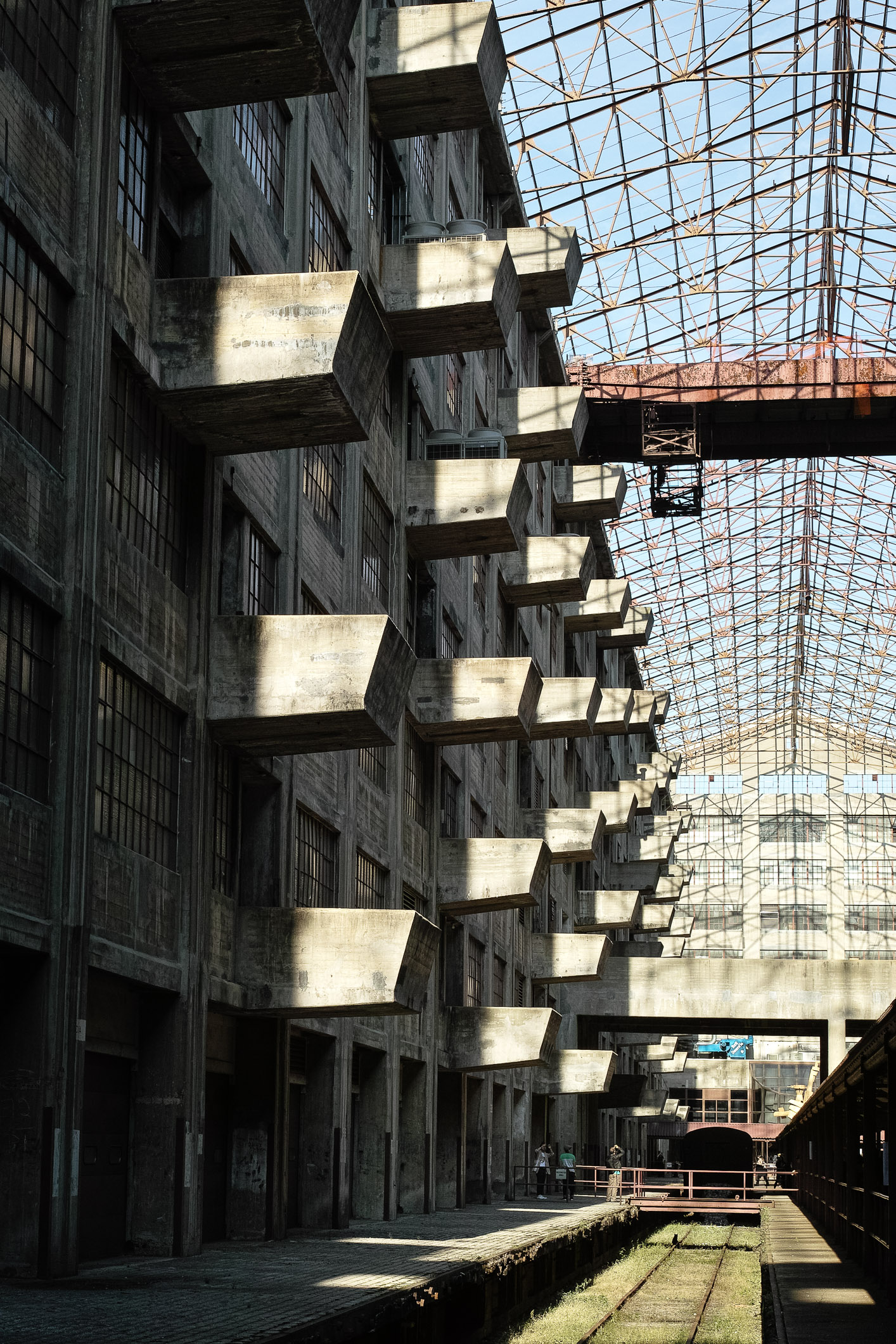
Atrio del edificio B

El Senado de Estados Unidos votó en agosto de 1979 para permitir que el gobierno de la ciudad de Nueva York comprara y se hiciera cargo de la terminal. Una votación similar fue aprobada por la Cámara de Representantes de Estados Unidos en noviembre. Poco después, la ciudad comenzó a licitar propuestas de desarrolladores que querían remodelar la terminal. La ciudad recibió cuatro propuestas: de estas, dos eran para la remodelación industrial, una para el desarrollo residencial y una para el desarrollo de uso mixto. En septiembre de 1980, Helmsley-Spear Inc. fue seleccionada para desarrollar un sitio industrial en Brooklyn Army Terminal, en un formato similar al de la cercana Bush Terminal.
El gobierno federal y la ciudad comenzaron a discutir un precio de compra para la terminal, pero las negociaciones se estancaron durante dos meses debido a desacuerdos sobre el precio de venta. Para diciembre, el gobierno federal acordó vender la terminal por 8,5 millones de dólares; aproximadamente la mitad del costo, o 4 millones de dólares, lo pagaría la ciudad, mientras que el saldo restante lo pagaría la Administración de Desarrollo Económico de Estados Unidos. El gobierno federal retuvo la ayuda durante varios meses más, pero finalmente aprobó la subvención de 4,5 millones de dólares en abril de 1981.
Las dos partes finalizaron la venta en julio de 1981. En septiembre de ese año, Helmsley-Spear Inc. El CEO Harry Helmsley anunció que retiraba a la compañía de un acuerdo tentativo para subarrendar la Brooklyn Army Terminal de la ciudad. El retiro se produjo después de un desacuerdo sobre los términos del arrendamiento; la ciudad había propuesto nuevos términos en los que recibiría una mayor participación de las ganancias del subarrendamiento de la terminal a los inquilinos industriales. Para 1983, la ciudad había contratado a Eastdil Realty, que estaba haciendo arreglos por 20 millones de dólares para rehabilitar el primer edificio del complejo. La mayor parte de los 20 millones de dólares provendrían de fuentes privadas, pero la ciudad prometió 2 millones de dólares y estaba esperando otros 5,6 millones de dólares de subvenciones federales para acciones de desarrollo urbano. La ciudad proyectó que una renovación completa de la Brooklyn Army Terminal tomaría cuatro años y costaría 36 millones de dólares.
El sitio fue incluido en el Registro Nacional de Lugares Históricos en 1983. La lista incluye 11 propiedades contribuidoras en un área de 39,3 ha.

### Uso como fábrica
El gobierno de la ciudad comenzó a renovar completamente la mitad norte del edificio B en 1985, agregando 93 000 m² de nuevo espacio alquilable. Como parte de las renovaciones, la ciudad instaló infraestructura eléctrica, de plomería y calefacción; reemplazó los ascensores; baños agregados; ajardinado y limpiado el exterior del edificio; agregó un estacionamiento; y mejorado los muelles de carga. La primera fase consistió en 32 unidades de espacio industrial, cada una con un promedio de 2,8 m² de espacio. Las renovaciones cuestan aproximadamente 33 millones de dólares. Después de que se completaron las renovaciones, la Corporación de Desarrollo Económico de la Ciudad de Nueva York (NYCEDC) comenzó a arrendar la propiedad como un centro para docenas de negocios ligeros de manufactura, almacenamiento y back-office, con rentas promedio de 3,75 por pie cuadrado. Los primeros arrendatarios industriales firmaron contratos de arrendamiento de espacio en la terminal en mayo de 1987. En agosto de 1988, se había alquilado el sesenta por ciento del espacio disponible, elevándose al ochenta por ciento en diciembre. Todo el espacio disponible se había alquilado en octubre de 1989.
Bibby Venture, una de las dos primeras barcazas carcelarias que se llevaron a la ciudad de Nueva York, fue comprada y atracada en el East River en el verano de 1988 como resultado del hacinamiento en las cárceles de la ciudad. Sin embargo, en agosto de 1988, se trasladó a las afueras de Brooklyn Army Terminal. Su ubicación fuera de la terminal fue una medida temporal, necesaria porque los residentes de los vecindarios a lo largo del East River se opusieron a la presencia de la barcaza. Como se planeó originalmente, la barcaza se trasladaría al Pier 40 en el West Side de Manhattan a principios de 1989. Mientras estaba atracado en la Brooklyn Army Terminal, el Bibby Venture se utilizó para albergar a los prisioneros en espera de juicio. Sin embargo, los residentes de Sunset Park y Bay Ridge también se opusieron a la barcaza de la prisión, diciendo que no se les había consultado sobre la decisión. Bibby Venture se trasladó al muelle 40 en el río Hudson en el verano de 1989. El Bibby Venture y su barcaza hermana Bibby Resolution se retiraron del uso en 1992, para ser reemplazados por la cárcel flotante del Centro Correccional Vernon C. Bain en South Bronx, y las barcazas se vendieron dos años después.
A fines de 1988, la ciudad planeaba renovar otro millón de pies cuadrados a un costo de 44,5 millones de dólares. Durante la renovación, la ciudad agregaría 40 unidades industriales con un promedio de 1,9 m² de espacio de piso en cada unidad, así como 440 m² de espacio comercial. La ciudad comenzó a firmar contratos de arrendamiento para el espacio en 1990, justo después de que comenzara la construcción de la segunda fase. Las renovaciones también comenzaron en partes del Edificio A y se trabajaron en un 37,2 m² espacio en el edificio se completó en 1994. Actualizaciones a 18,6 m² de espacio se terminaron en 1995. Una cuarta fase de renovaciones se completó en 2003, agregando otros 32,5 m². En ese momento, 33 0000 m² de espacio había sido renovado.
La ciudad comenzó a ofrecer recorridos públicos por el interior de la Brooklyn Army Terminal en 2013. Los recorridos, que se ofrecen dos fines de semana al mes, se ofrecieron a través de Turnstile Tours. Dos años más tarde, la ciudad inició una rehabilitación de 100 millones de dólares de 46,5 m² en el Edificio A. Los altos costos de esta etapa se atribuyeron a la eliminación de asbesto y otras tareas de limpieza. La NYCEDC también comenzó a renovar el Edificio de Administración para convertirlo en un complejo de fabricación de alimentos a un costo de 15 millones de dólares. Las renovaciones también incluyeron la restauración de 1,1 m² de espacio exterior, basado en un diseño de WXY Architecture and Urban Design. Para 2016, había 3700 personas trabajando en Brooklyn Army Terminal, con mil puestos de trabajo más planeados durante los siguientes diez años. La administración del alcalde Bill de Blasio estableció un centro de trabajo en la Brooklyn Army Terminal para ayudar a los residentes locales con un dominio limitado del inglés a obtener trabajos en la terminal.
NYC Ferry comenzó a operar a Brooklyn Army Terminal en mayo de 2017. El complejo de fabricación de alimentos de la terminal se inauguró en junio. La renovación del espacio de 46 451 m² en el Edificio A se completó en junio de 2018, justo después del centenario de cuando comenzó la construcción de la terminal. El área renovada podría albergar a otras 20 empresas. En ese momento, la renovación de la terminal estaba completa en un 92%. La Brooklyn Army Terminal tenía 100 empresas que empleaban colectivamente a 3800 trabajadores, pero la ciudad proyectaba que se agregarían 1000 puestos de trabajo adicionales una vez que se concedieran los arrendamientos para todo el espacio recién renovado. Debido al declive de la fabricación tradicional en Brooklyn, la mayoría de los nuevos inquilinos eran empresas que trabajaban en los sectores de tecnología, medios, alimentos o fabricación, mientras que la ciudad había dejado de renovar los contratos de arrendamiento para inquilinos que trabajaban principalmente en distribución y almacenamiento. Se proyectaba que el costo total de restaurar el complejo sería de 280 millones de dólares para 2016, un costo que había aumentado a 300 millones de dólares en 2018. En enero de 2021, durante la pandemia de COVID-19 en Nueva York, se abrió un sitio de vacunación de "megainstalación" para las vacunas de COVID-19 en la Brooklyn Army Terminal, que operaba 24 horas al día, 7 días a la semana.

## Transporte
Los muelles en Brooklyn Army Terminal son utilizados por las rutas Rockaway y South Brooklyn del  NYC Ferry. Hay una parada de la ruta B9 de la MTA Bus Company frente a la Brooklyn Army Terminal, y hay otra de la ruta B37 a lo largo de la Tercera Avenida, cerca de la terminal. La más cercana estación del Metro de Nueva York está es la Calle 59, donde paran las líneas N y R.

### Servicio de ferry

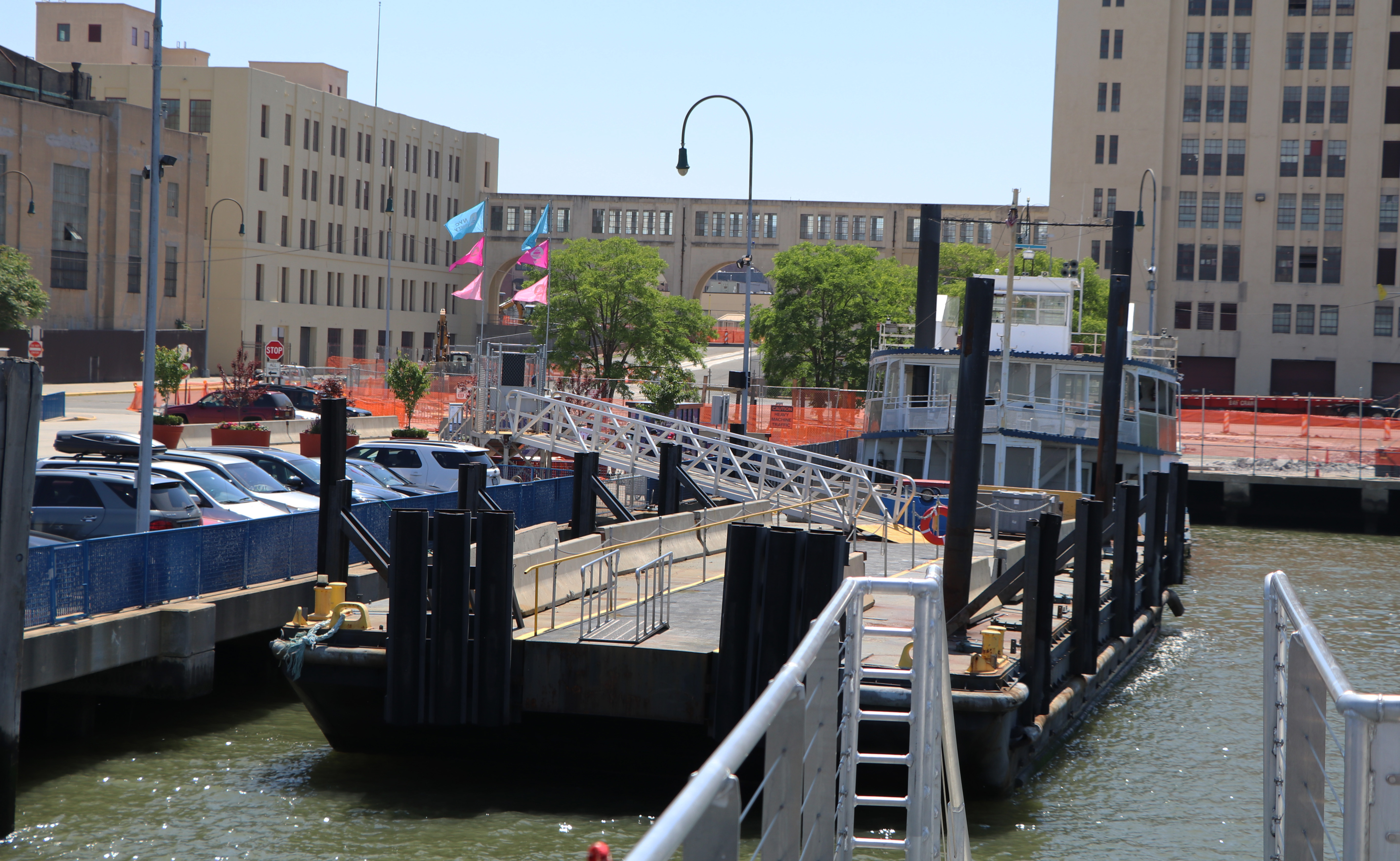
Parada del NYC Ferry en el muelle del Brooklyn Army Terminal

Un servicio de ferry rápido desde Brooklyn Army Terminal a Manhattan se propuso por primera vez en 1994 como una forma de revitalizar Sunset Park. Se esperaba que el servicio de botes comenzara a funcionar en 1997 a un costo de 25 millones de dólares, e incluiría un nuevo muelle en 59th Street, así como un estacionamiento de 500 espacios en Brooklyn Army Terminal. Este servicio de ferry estaba operando a fines de 1997, lo que trajo como resultado una mayor actividad económica al área de la Brooklyn Army Terminal.
Después de que el servicio de metro en el Lower Manhattan se interrumpiera tras los atentados del 11 de septiembre de 2001, la ciudad estableció un servicio de ferry gratuito desde el muelle de la calle 58 de la Brooklyn Army Terminal hasta el Pier 11/Wall Street, utilizando fondos proporcionados por la Agencia Federal para el Manejo de Emergencias. New York Water Taxi se hizo cargo de la ruta en 2003 e instituyó una tarifa. En 2008, New York Water Taxi estableció una ruta entre Pier 11 y Breezy Point, en Queens, con una parada en Brooklyn Army Terminal. Este servicio fue suspendido indefinidamente en 2010 por falta de financiamiento.
A raíz de las interrupciones del metro derivadas del huracán Sandy el 29 de octubre de 2012, SeaStreak comenzó a ejecutar una ruta desde Rockaway Park, en Queens, hasta el muelle 11 y la terminal de ferry de East 34th Street. La ruta del ferry cobraba una tarifa de 2 dólares por cada pasajero. Se agregó una parada en la Brooklyn Army Terminal a esos viajes en agosto de 2013, luego del cierre del túnel del metro de Montague Street, que suspendió el servicio directo en el tren R entre Brooklyn y Manhattan. El servicio de ferry resultó ser popular entre los lugareños; unos 250 pasajeros por día viajaban en el ferry entre Brooklyn Army Terminal y Manhattan, además de aproximadamente 730 pasajeros diarios que viajaban en el ferry entre Rockaway y Manhattan. La ruta del ferry transportó a casi 200.000 pasajeros entre su inicio y mediados de 2014. La ruta se renovó varias veces hasta mediados de 2014, pero se suspendió el 31 de octubre de 2014 debido a la falta de fondos.
El 1 de mayo de 2017, la ruta Rockaway del NYC Ferry comenzó a operar entre Pier 11/Wall Street en el Distrito Financiero de Manhattan y Beach 108th Street en Rockaway Park, con una parada en Brooklyn Army Terminal. La terminal también es servida por la ruta South Brooklyn del NYC Ferry, que comenzó a funcionar el 1 de junio de 2017.

## Inquilinos notables

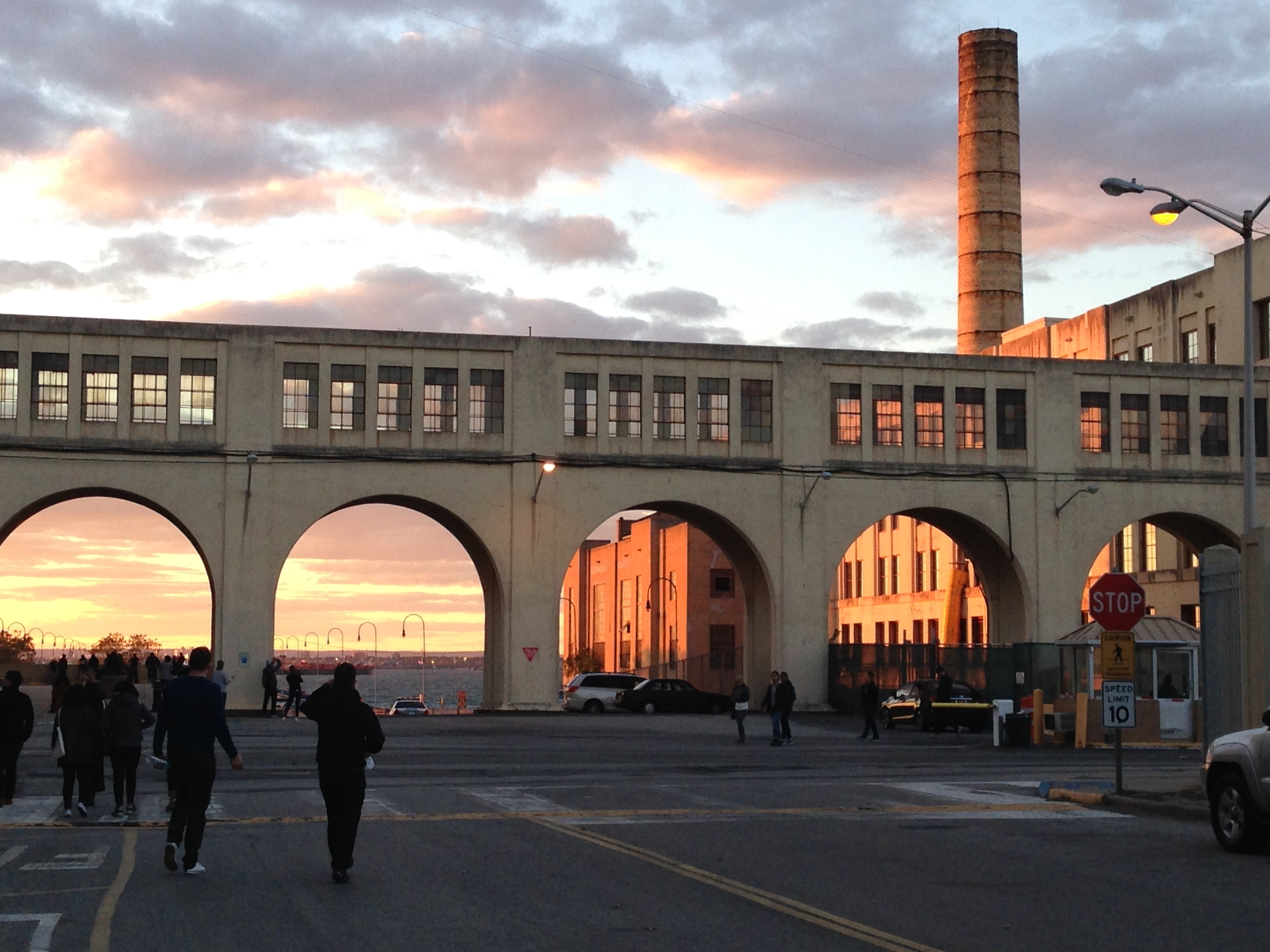
Pasarela en el lado norte de la terminal, como se ve al atardecer

La Brooklyn Army Terminal también alberga una serie de inquilinos que se especializan en diferentes industrias. Los más notables son:
- Museo Americano de Historia Natural[7]
- Chashama, programa de estudio de artistas[113]
- Centro de servicio Ford Bay Ridge - ocupa el antiguo edificio de lavandería federal en el lado este de la propiedad de la terminal[114][115]
- Jomashop.com, vendedor de relojes y moda en línea[116][117]
- Jacques Torres & Mr Chocolate, chocolatero[118][119][14]
- Centro de iniciativas de biociencia de la ciudad de Nueva York[120]
- División de Inteligencia de la Policía de Nueva York[121]
- Museo Solomon R. Guggenheim